# Batalion KOP „Skałat”

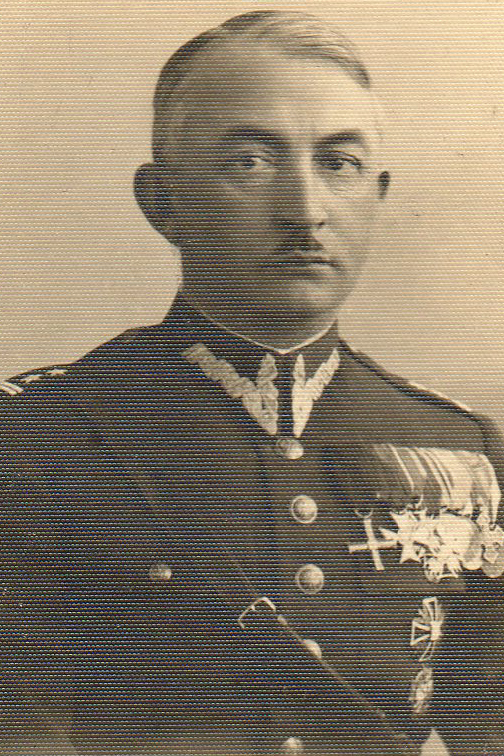
Przedostatni dowódca batalionu KOP „Skałat” – ppłk Stanisław Pietrzyk.

Batalion KOP „Skałat” – pododdział piechoty, podstawowa jednostka taktyczna Korpusu Ochrony Pogranicza.

## Formowanie i zmiany organizacyjne
Na posiedzeniu Politycznego Komitetu Rady Ministrów, w dniach 21–22 sierpnia 1924, zapadła decyzja powołania Korpusu Wojskowej Straży Granicznej. 12 września 1924 Ministerstwo Spraw Wojskowych wydało rozkaz wykonawczy w sprawie utworzenia Korpusu Ochrony Pogranicza, a 17 września instrukcję określającą jego strukturę. W drugim etapie organizacji KOP, w terminie do 1 marca 1925, sformowano 4 Brygadę Ochrony Pogranicza, a w jej składzie 12 batalion graniczny „Skałat”. Podstawą formowania był rozkaz Ministra Spraw Wojskowych nr 1600/tjn./O.de B/25. Jednostką formującą był 54 pułk piechoty . 25 lutego 1925 podpułkownik Józef Jasiński został przeniesiony z Departamentu I MSWojsk. do KOP na stanowisko dowódcy 12 batalionu granicznego. Jednostka stacjonowała w koszarach w Skałacie-Mantiawie. Długość ochranianego przez batalion odcinka granicy wynosiła 78 kilometrów, przeciętna długość pododcinka kompanijnego to 20 kilometrów, a strażnicy 5 kilometrów. Odległość dowództwa batalionu od dowództwa brygady wynosiła 45 kilometrów.
W lipcu 1929 przyjęto zasadę, że bataliony przyjmą nazwę miejscowości będącej miejscem ich stacjonowania. Obok nazwy geograficznej, do 1931 stosowano również numer batalionu. W tym czasie batalion na uzbrojeniu posiadał 921 karabiny Berthier wz.1916, 60 ręczne karabinów maszynowych Chauchat wz. 1915 i 2 ciężkie karabiny maszynowe wz.1914.
W 1929 4 Brygada Ochrony Pogranicza została przemianowana na Brygadę KOP „Podole”, a 12 batalion graniczny na 12 baon KOP „Skałat” (od 1931 – baon KOP „Skałat”). Batalion do 1939 podlegał bezpośrednio dowódcy Brygady KOP „Podole”.
W wyniku reorganizacji batalionu w 1931, w miejsce istniejących plutonów karabinów maszynowych, utworzono kompanię karabinów maszynowych. Rozwinięto też kadry kompanii szkolnej do pełnoetatowej kompanii odwodowej. Po przeprowadzonej reorganizacji „R.2” batalion składał się z dowództwa batalionu, plutonu łączności, kompanii karabinów maszynowych, kompanii odwodowej i czterech kompanii granicznych.
W listopadzie 1936 batalion etatowo liczył 23 oficerów, 78 podoficerów, 27 nadterminowych i 669 żołnierzy służby zasadniczej
Rozkazem dowódcy KOP z 23 lutego 1937 została zapoczątkowana pierwsza faza reorganizacji Korpusu Ochrony Pogranicza „R.3”. Batalion otrzymał nowy etat. Był jednostką administracyjną dla szwadronu Kawalerii KOP „Hnilice”, placówki wywiadowczej KOP nr 10, plutonu żandarmerii KOP „Tarnopol”, posterunku żandarmerii KOP „Skałat”, komendy powiatu pw KOP „Zbaraż”, komendy powiatu pw KOP „Skałat”. W wyniku realizacji drugiej fazy reorganizacji KOP, latem 1937 budynek strażnicy „Postołówka” planowano wydzierżawić na dom wypoczynkowy dla podoficerów KOP.
W 1938 lub w 1939 planowano utworzyć w baonie „Kopyczyńce” kompanię graniczną „Postołówka” kosztem zlikwidowania 1 kompanii granicznej „Kałahanówka” baonu „Skałat”. Planowano też kompanię odwodowo-graniczną „Hnilice Wielkie” kosztem zlikwidowania kompanii granicznej „Toki” baonu „Skałat”.
Z dniem 15 maja 1939 batalion stał się oddziałem gospodarczym. Stanowisko kwatermistrza batalionu przemianowane zostało na stanowisko zastępcy dowódcy batalionu do spraw gospodarczych, płatnika na stanowisko oficera gospodarczego, zastępcy oficera materiałowego dla spraw uzbrojenia na zbrojmistrza, zastępcy oficera materiałowego dla spraw żywnościowych na oficera żywnościowego.
30 sierpnia 1939 batalion został podporządkowany dowódcy zastępczego pułku KOP „Czortków”. Od 17 września 1939 odpierał agresję ZSRR.

## Służba graniczna
Batalion graniczny był podstawową jednostką taktyczną Korpusu Ochrony Pogranicza przeznaczoną do pełnienia służby ochronnej na powierzonym mu odcinku granicy polsko-radzieckiej, wydzielonym z pasa ochronnego brygady. Odcinek batalionu dzielił się na pododcinki kompanii, a te z kolei na pododcinki strażnic, które były „zasadniczymi jednostkami pełniącymi służbę ochronną”, w sile półplutonu. Służba ochronna pełniona była systemem zmiennym, polegającym na stałym patrolowaniu strefy nadgranicznej i tyłowej, wystawianiu posterunków alarmowych, obserwacyjnych i kontrolnych stałych, patrolowaniu i organizowaniu zasadzek w miejscach rozpoznanych jako niebezpieczne, kontrolowaniu dokumentów i zatrzymywaniu osób podejrzanych, a także utrzymywaniu ścisłej łączności między oddziałami i władzami administracyjnymi. Batalion graniczny KOP „Skałat” w 1934 ochraniał odcinek granicy państwowej szerokości 91 kilometrów 681 metrów. Po odtworzeniu w 1939, batalion ochraniał granicę długości 89 kilometrów 75 metrów.
Bataliony sąsiednie:
- 4 batalion KOP „Dederkały” ⇔ 13 batalion KOP „Kopyczyńce”

## Walki batalionu
Walki o strażnice:

Batalion KOP ppłk. Stanisława Janusza 17 września został zaatakowany przez oddziały 17 Korpusu Strzeleckiego komdywa Konstantina Stiepanowicza Kołganowa (ros. Константин Степанович Колганов), wzmocnione czołgami 10 BPanc płk. Iwanowa, 38 BPanc. płk. Piotra Wołocha oraz pododdziałami 22 Oddziału Wojsk Ochrony Pogranicza NKWD.
1 kompania graniczna „Podwołoczyska” znalazła się na kierunku głównego uderzenia. Strażnica „Podwołoczyska” została zaatakowana o 4:00 przez kombinowany oddział ze składu 136 pułku strzeleckiego pod dowództwem kpt. Mikleja. Strażnica została zniszczona. Sowieci zdobyli nieuszkodzony most kolejowy oraz zajęli stację kolejową Podwołoczyska. W trakcie walki poległo 13 żołnierzy załogi strażnicy, a straty sowiecki wyniosły 2 poległych i 4 rannych. Na stacji kolejowej Podwołoczyska wzięto ponadto do niewoli 32 oficerów.
Dowódca 1 kompanii otrzymał od zastępcy dowódcy baonu rozkaz podpalenia kancelarii, magazynów i przebicia się w kierunku Skałatu z zadaniem prowadzenia działań opóźniających. 18 września o 8:00 dotarła do Skałatu, gdzie na rozkaz dowódcy złożyła broń i rozproszyła się.
3 kompania graniczna „Toki” znalazła się na kierunku uderzenia 96 Dywizji Strzeleckiej kombriga Grigorija Chałuzina. Na rozkaz kpt. Edwarda Harnera, opuściła zajmowane pozycje i we współdziałaniu z plutonem zwiadowców konnych przeszła do prowadzenia działań opóźniających w kierunku na Zbaraż-Tarnopo.
2 kompania graniczna „Osowik” 17 września nie była atakowana. Na rozkaz kpt. Harnera rozpoczęła przygotowania do opuszczenia pozycji. Jako że dowództwo baonu utraciło kontakt z pułkiem, ppłk Janusz połączył się z pełniącym funkcję dowódcy obszaru tyłowego na Podolu gen. Łuczyriskim, od którego otrzymał rozkaz opuszczenia Skałatu i prowadzenia działań opóźniających na kierunku Sorock-Trembowla-Buczacz. Dowódca baonu rozkazał dowódcy 2 kompanii opuszczenie zajmowanych pozycji i dołączenie do sił głównych baonu.
W godzinach popołudniowych pododdziały znajdujące się w Skalacie opuściły miasto maszerując w kierunku Sorocka. Oddziały sowieckie nie podejmowały jakichkolwiek działań w stosunku do maszerujących Polaków. W Sorocku dowódca batalionu otrzymał kolejny rozkaz od gen. bryg. Łuczyńskiego. Miał wycofywać się na granicę rumuńską lub węgierską. Po przeprowadzeniu oceny położenia ppłk Janusz zdecydował się na powrót baonu do Skałatu. 18 września batalion powrócił do swoich koszar i rozkazem dowódcy został rozwiązany. Dowódca batalionu wraz z oficerami oczekiwał wejścia oddziałów Armii Czerwonej. Po wejściu do miasta sowietów oficerowie i podoficerowie zostali aresztowani.

## Struktura organizacyjna

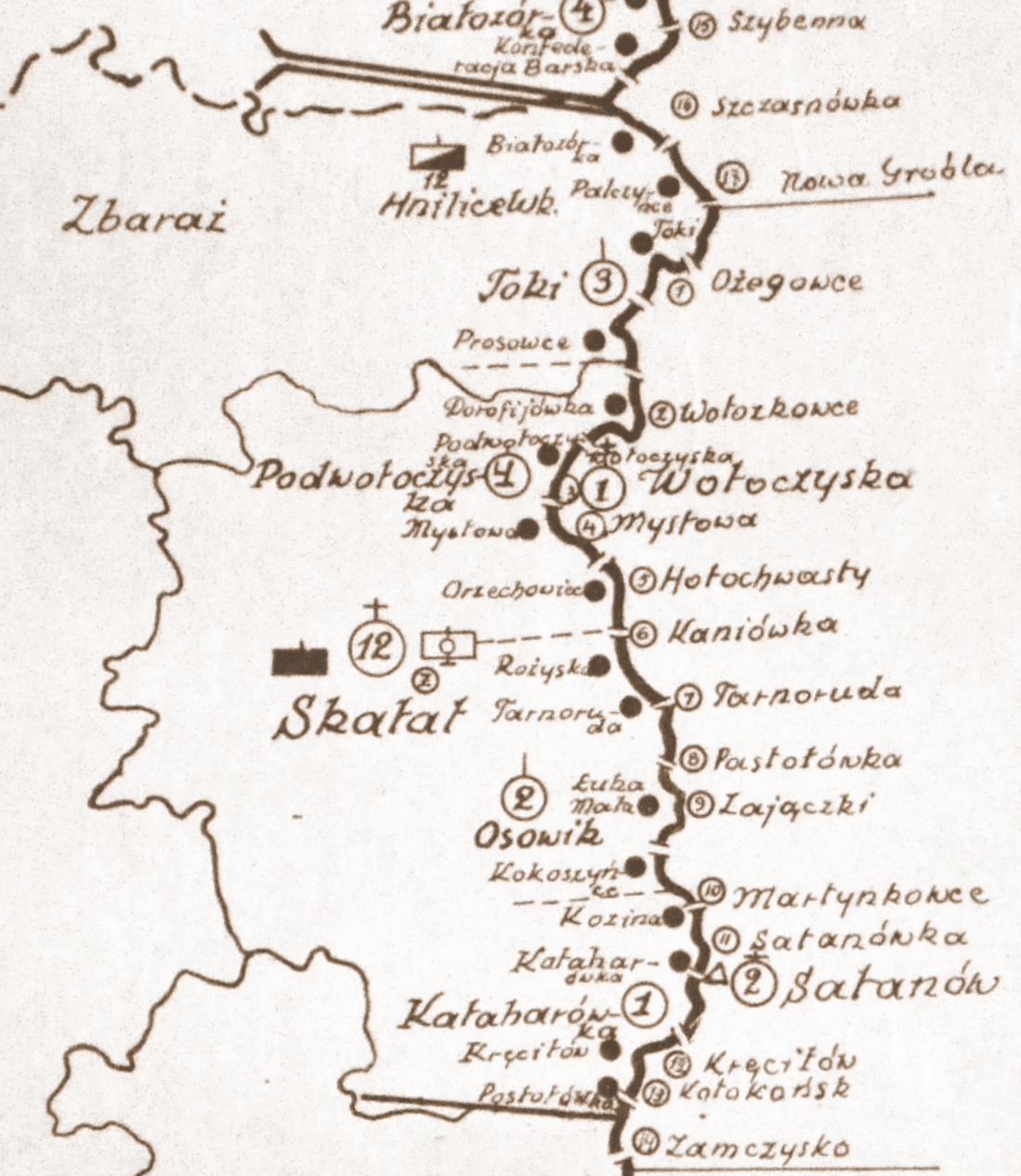
Rozmieszczenie batalionu KOP „Skałat” w 1931

Organizacja batalionu w 1934:
- dowództwo batalionu
- pluton łączności
- kompania odwodowa
- kompania karabinów maszynowych
- 1 kompania graniczna KOP „Kałaharówka”
- 2 kompania graniczna KOP „Osowik”
- 3 kompania graniczna KOP „Toki”
- 4 kompania graniczna KOP „Podwołoczyska”

| Wykaz strażnic przed 1937 rokiem Dowództwo batalionu KOP „Skałat” - 1 kompania graniczna KOP „Toki” - 2 kompania graniczna KOP „Podwołoczyska” - 3 kompania graniczna KOP „Osowite” (sic!) | Odtworzona struktura organizacyjna w 1939 - dowództwo batalionu - kompania odwodowa - kompania ckm - pluton łączności - 1 kompania graniczna KOP „Podwołoczyska” - 2 kompania graniczna KOP „Osowik” - 3 kompania graniczna KOP „Toki” |

## Żołnierze batalionu
Dowódcy batalionu
- ppłk piech. Józef Jasiński (25 II 1925[28] – 15 IX 1926[29] → dowódca batalionu 5 BOP)
- mjr piech. dr Andrzej Cichowski (1927 – 1929[30] → dyspozycja szefa Samodzielnego Wydziału Wojskowego MSW)
- mjr piech. Władysław Połeć (IX 1930[31]  – X 1931[30] → komendant PKU Pińczów[32])
- ppłk piech. Mieczysław Janowski (XII 1931 – X 1936[30])
- ppłk piech. Stanisław Pietrzyk (28 X 1936[33] – 28 III 1939[30] → I zastępca dowódcy 76 pułku piechoty)
- ppłk piech. Franciszek Janusz[c] (29 III – IX 1939[30])

Zastępcy dowódcy batalionu
- mjr piech. Marian Jachimowski (był w IV 1937 – †9 VIII 1938)

Obsada personalna batalionu w czerwcu 1939
- dowódca batalionu – ppłk piech. Franciszek Janusz
- kwatermistrz – mjr Wilhelm Jan Fedórko
- adiutant – kpt. piech. Stanisław I Mrozek[d]
- komendant powiatowy Przysposobienia Wojskowego „Skałat” – kpt. piech. Andrzej Łasiński[e]
- komendant powiatowy Przysposobienia Wojskowego „Zbaraż” – kpt. adm. Michał Ludwik Baran[f]
- dowódca 1 kompanii granicznej – kpt. piech. Józef Dębowski[g]
- dowódca 2 kompanii granicznej – kpt. piech. Stefan Fijałkowski[h]
- dowódca 3 kompanii granicznej – kpt. piech. Edward Piotrowski
- dowódca kompanii odwodowej – kpt. piech. Kazimierz Zbigniew Domaradzki[i]
- dowódca kompanii karabinów maszynowych – kpt. piech. Alojzy Boras[j]
- dowódca plutonu łączności – por. piech. Czesław Klepacz[k]

Obsada personalna baonu w dniu 17 września 1939 przedstawiała się następująco
- Dowódca baonu: ppłk Franciszek Janusz[44]
- Zastępca dowódcy: mjr Józef Nowaczyński
- Adiutant: kpt. Kazimierz Domaradzki
- Kwatermistrz: kpt. Edward Harner
- dowódca plutonu łączności: kpt. Czesław Klepacz
- dowódca 1 kompanii: kpt. Stefan Fijałkowski (kompania graniczna Podwołoczyska[45])

I pluton: ppor. Paweł Paliświat
II pluton ppor. rez. Bronisław Hryniewicz
- dowódca 2 kompanii: kpt. Józef Dembowski

I pluton: por. Władysław Drozdowski
- dowódca 3 kompanii: por. Stanisław Lewicki

I pluton: por. Władysław Misiewicz
- dowódca kompanii odwodu: kpt. Stanisław Mrozek (kompania ckm[45])

I pluton: ppor. rez. Julian Sierżant
II pluton: ppor. rez. Hojak
III pluton: ppor. rez. Aleksander Mac
- dowódca kompanii granicznej w Osowiku: kpt. Ciemierski[45]
- Ponadto: ppor. rez. Franciszek Dudek, ppor. rez. Mieczysław Proskurnicki, ppor. rez. Kukla, ppor. rez. Żołyński
- Komendant P.W. przy baonie: kpt. Andrzej Łasiński
- Oficer informacyjny kpt. Czesław Hubicki

### Żołnierze batalionu – ofiary zbrodni katyńskiej
Biogramy zamordowanych znajdują się na stronie internetowej Muzeum Katyńskiego
| Nazwisko i imię               | stopień              | zawód              | miejsce pracy przed mobilizacją        | zamordowany |
| ----------------------------- | -------------------- | ------------------ | -------------------------------------- | ----------- |
| Cieślicki Tadeusz             | porucznik            | żołnierz zawodowy  |                                        | Katyń       |
| Gąska Aleksander              | podporucznik rezerwy | nauczyciel         |                                        | Katyń       |
| Klepacz Czesław               | kapitan              | żołnierz zawodowy  |                                        | Katyń       |
| Proskurnicki Mieczysław       | podporucznik rezerwy | nauczyciel         | Szkoła Powszechna w Hnilicach          | Katyń       |
| Sierżant Julian               | podporucznik rezerwy | prawnik            |                                        | Katyń       |
| Włochowicz Stefan             | podporucznik rezerwy | handlowiec         | Komunalna Kasa Oszczędności w Skałacie | Katyń       |
| Boras Alojzy                  | kapitan              | żołnierz zawodowy  |                                        | Charków     |
| Gierulski Alojzy              | porucznik w st. sp.  | urzędnik           |                                        | Charków     |
| Nitka Józef                   | kapral               |                    |                                        | Kalinin     |
| Batorczak Władysław           | sierżant             |                    |                                        | ULK         |
| Biegus Jan                    | podporucznik rezerwy | strażnik więzienny | więzienie w Tarnopolu                  | ULK         |
| Dębowski Józef                | kapitan              | żołnierz zawodowy  | dowódca 1 kompanii granicznej          | ULK         |
| Domaradzki Kazimierz Zbigniew | kapitan              | żołnierz zawodowy  | adiutant batalionu                     | ULK         |
| Drozdowski Władysław          | porucznik            | żołnierz zawodowy  |                                        | ULK         |
| Kamiński Andrzej              | starszy sierżant     | żołnierz zawodowy  |                                        | ULK         |
| Naglik Józef                  | starszy sierżant     |                    |                                        | ULK         |
| Nawrocki Edward               | sierżant             |                    |                                        | ULK         |
| Prażmak Karol                 | plutonowy            |                    | ?                                      | ULK         |
| Wojnarowski Andrzej           | podporucznik rezerwy | leśnik, nauczyciel |                                        | ULK         |
| Żaba Andrzej                  | starszy sierżant     |                    |                                        | ULK         |